# 德布勒森大学

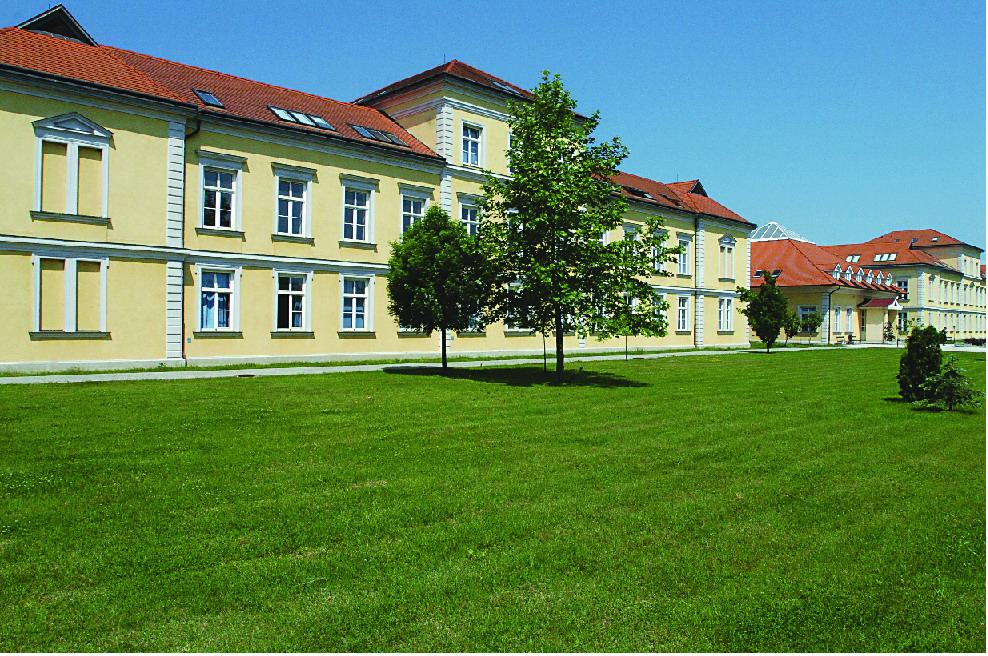
德布勒森大学

德布勒森大学（Debreceni Egyetem），匈牙利德布勒森市的一所公立大学。该大学为匈牙利现存的历史最悠久的高等教育机构。

## 历史
德布勒森大学的前身可追溯到德布勒森加尔文学院，成立于1538年。20世纪初，该校升格为大学。
德布勒森大学位于德布勒森，于2000年1月1日由原有几个独立学院重组而成。学校现有约26000名学生，其中16000为全日制学生，有1700余名教师，奠定了其匈牙利最大高等学府的基础。大学拥有13个系和2个独立学院，学科覆盖文、理、农、医、管理等多个领域。

## 院系设置
德布勒森大学设有13个院系。

## 姊妹校

### 亞洲地區
- 中華民國臺北市：臺北醫學大學
- 中華民國臺中市：中山醫學大學
- 中華民國花蓮縣：國立東華大學

## 外部連結
- University of Debrecen Website （页面存档备份，存于）
- Students Website （页面存档备份，存于）
- University News
- Virtual tour of the main campus （页面存档备份，存于）
- Debrecen Summer School （页面存档备份，存于）